# Medaljfördelning vid olympiska vinterspelen 1968
Detta är medaljfördelningen vid olympiska vinterspelen 1968 som hölls i Grenoble, Frankrike.

## Tabellen
Ländernas placering i listan avgörs av:
1. Antal guldmedaljer.
2. Antal silvermedaljer.
3. Antal bronsmedaljer.
4. Bokstavsordning (förändrar dock inte landets ranking).

Det här systemet används av IOC, IAAF och BBC.

      Värdnation (Frankrike)
| Pl.    | Nation          | Guld | Silver | Brons | Totalt |
| ------ | --------------- | ---- | ------ | ----- | ------ |
| 1      | Norge           | 6    | 6      | 2     | 14     |
| 2      | Sovjetunionen   | 5    | 5      | 3     | 13     |
| 3      | Frankrike       | 4    | 3      | 2     | 9      |
| 4      | Italien         | 4    | 0      | 0     | 4      |
| 5      | Österrike       | 3    | 4      | 4     | 11     |
| 6      | Nederländerna   | 3    | 3      | 3     | 9      |
| 7      | Sverige         | 3    | 2      | 3     | 8      |
| 8      | Västtyskland    | 2    | 2      | 3     | 7      |
| 9      | USA             | 1    | 5      | 1     | 7      |
| 10     | Östtyskland     | 1    | 2      | 2     | 5      |
| 10     | Finland         | 1    | 2      | 2     | 5      |
| 12     | Tjeckoslovakien | 1    | 2      | 1     | 4      |
| 13     | Kanada          | 1    | 1      | 1     | 3      |
| 14     | Schweiz         | 0    | 2      | 4     | 6      |
| 15     | Rumänien        | 0    | 0      | 1     | 1      |
| Totalt | Totalt          | 35   | 39     | 32    | 106    |